# Spiaggia della Lecciona

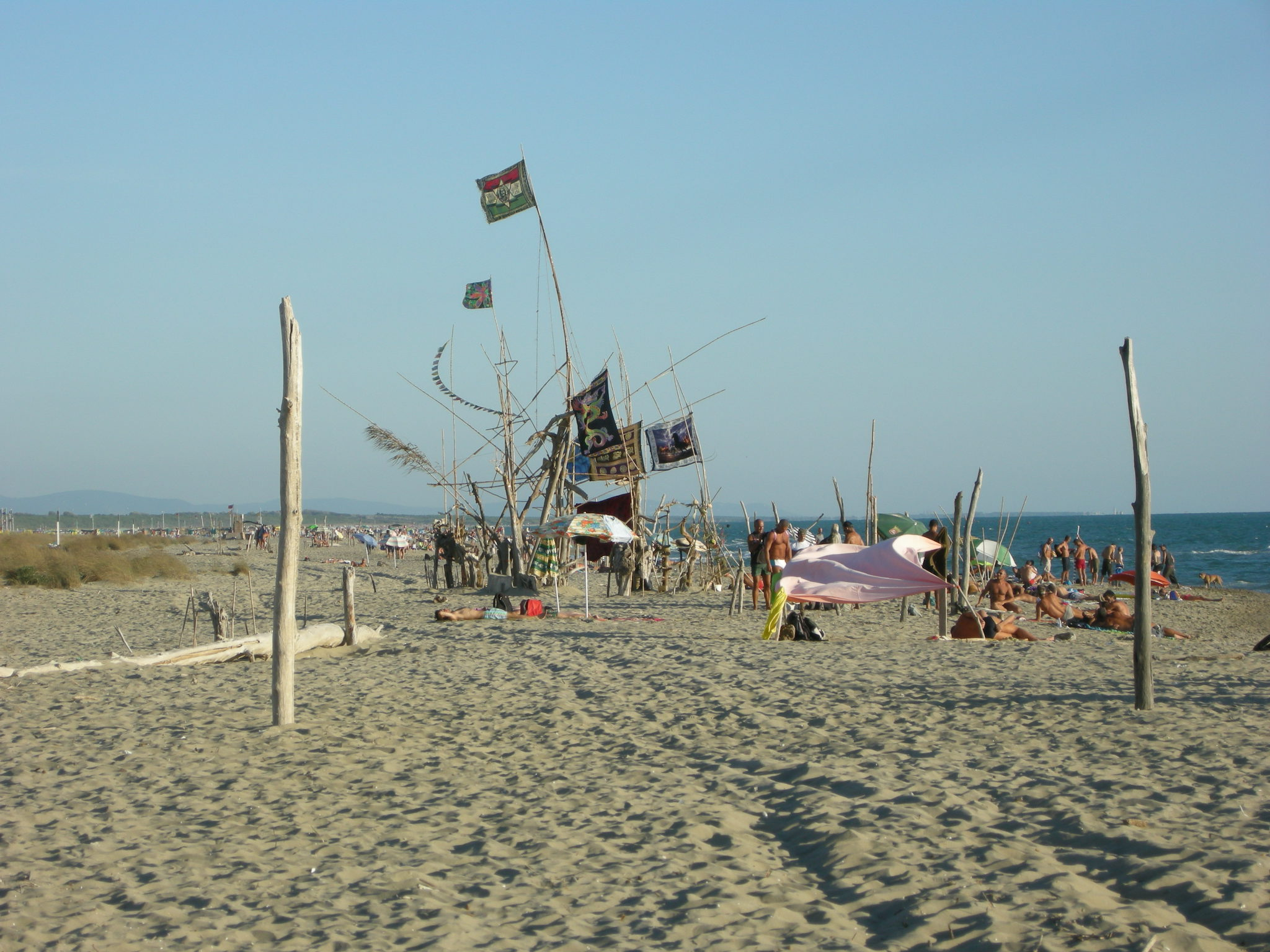
La Lecciona

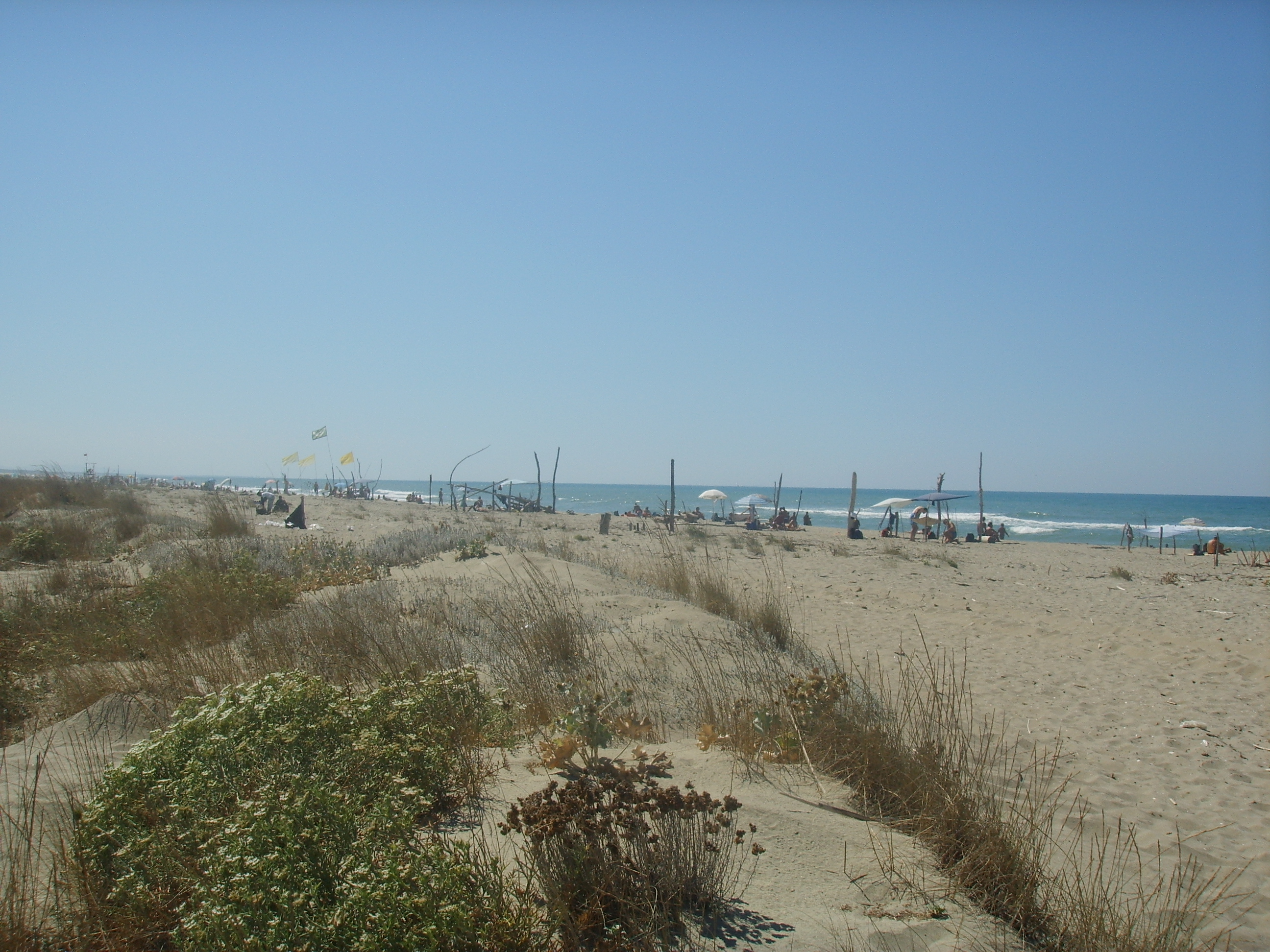
La Lecciona

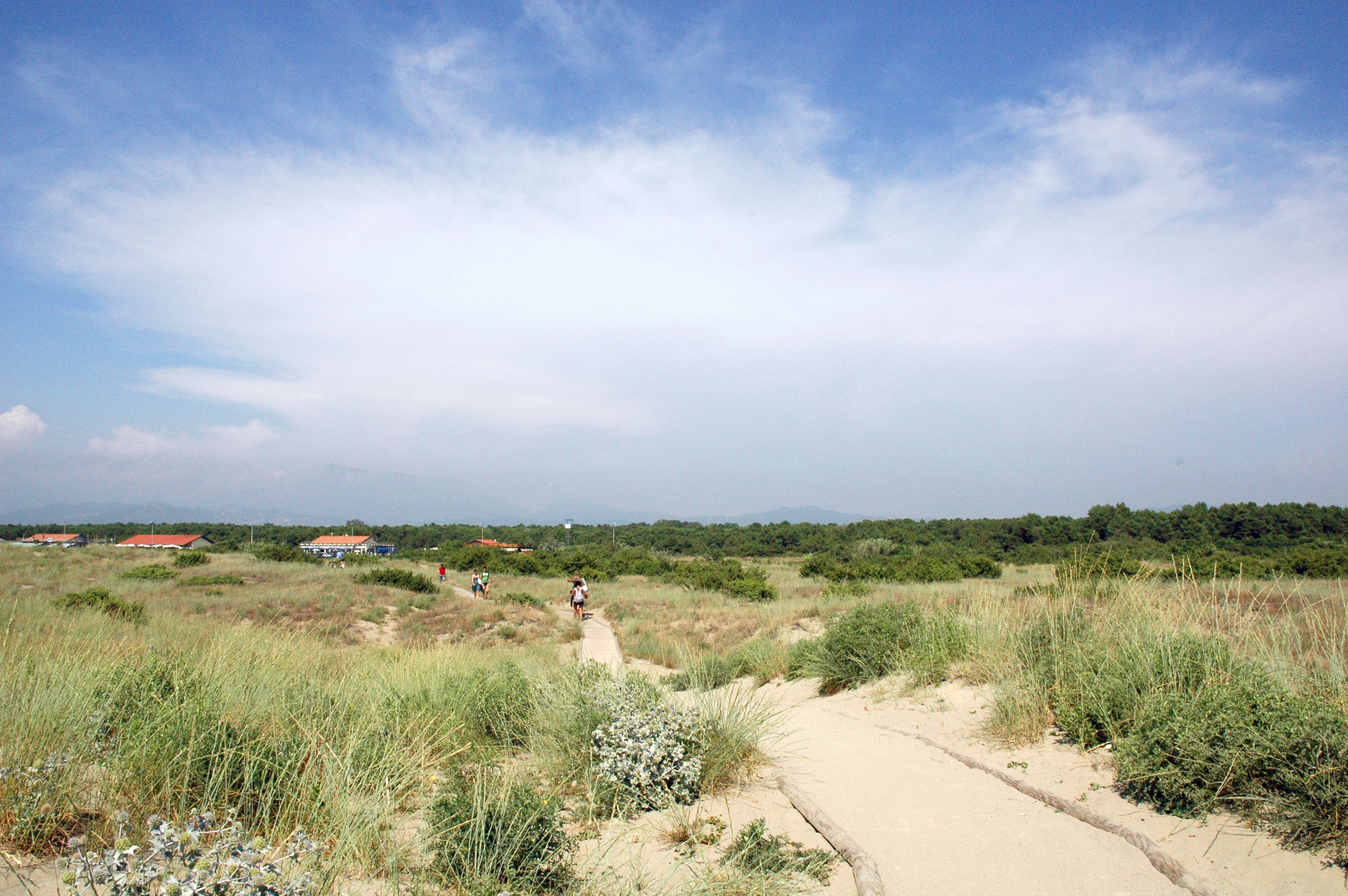
Percorso tra le dune

La spiaggia della Lecciona è una spiaggia situata fra Torre del Lago e Viareggio, in Lucchesìa. Preserva ancora il suo stato naturale senza modificazioni antropiche.
La Lecciona, con la Darsena di Viareggio, è l'ultima spiaggia vicino alla Versilia rimasta libera e senza alcun tipo di attrezzatura, ed è inserita nel parco di Migliarino, San Rossore, Massaciuccoli.
Agli inizi degli anni '60 fu concesso lo spazio al Comune di Firenze (Sindaco La Pira) per costruirci un villaggio per le ferie ad uso dei dipendenti comunali. La Realizzazione fu seguita dal Dr.Pietro Menichini (capo del reparto economato del Comune). Il villaggio consisteva in un numero di bungalow in legno, l'accesso alla spiaggia e una costruzione centrale dove c'era una mensa comune e tutti i servizi. Riscosse un grande successo, sia per il basso costo di soggiorno, sia per l'ottima qualità dei servizi. Dopo anni di vita fu fatta chiudere per le forti pressioni del Partito Socialista del Comune di Viareggio.
Dal punto di vista ambientale, infine, questo è uno dei pochi tratti di costa sabbiosa della Toscana rimasti allo stato naturale, con le caratteristiche dune ricoperte di vegetazione pioniera che ne consente il consolidamento, opponendosi così all'erosione. Nel 2007-2008 sono state ripristinate le zone umide e paludose tra le dune e la pineta.
Negli ultimi dieci anni questa spiaggia ha visto un esponenziale incremento di frequentatori, vista la sua naturale bellezza e il gratuito accesso, specie dai clienti dei camping, che si trovano a poche centinaia di metri.
Per quanto concerne il regolamento parco può essere previsto un servizio di sorveglianza alla balneazione che Il Comune di Viareggio ha istituito dall'anno 2006  che veniva rinnovato ogni anno tramite un bando d'asta pubblica al ribasso con servizio di sorveglianza durante l'estate. Il servizio non è più attivo dall anno 2015 ; ovvero dall insediamento dell attuale giunta comunale . Da segnalare la particolare importanza del servizio causa le condizioni particolarmente pericolose di questo tratto di spiaggia a causa di correnti diverse dalla maggior parte degli arenili della zona, gestiti da privati e a pagamento e alla forte frequentazione della spiaggia stessa .
Grazie ad  ANITA (Associazione Naturista ITAliana) dal 22 aprile 2022, con la Delibera n. 130 del Comune di Viareggio, nel tratto delimitato dai pali 13 e 15 è possibile praticare il Naturismo autorizzato senza rischiare nessuno tipo di sanzione amministrativa (https://www.italianaturista.it/spiagge-autorizzate/spiaggia-della-lecciona-lu).